# أنطونيو بالومبو
أنطونيو بالومبو (بالإيطالية: Antonio Palumbo)‏ (6 أغسطس 1996 بنابولي في إيطاليا - ) هو لاعب كرة قدم إيطالي في مركز الوسط. لعب مع نادي ترنانا.

## وصلات خارجية
- أنطونيو بالومبو على موقع قاعدة بيانات كرة القدم.إي يو (الإنجليزية)
- أنطونيو بالومبو على موقع Soccerway.com (الإنجليزية)